# Vuelta al País Vasco 1977
La XVII Vuelta al País Vasco, disputada entre el 28 de marzo y el 1 de abril de 1977, estaba dividida en 5 etapas para un total de 794 km, pero se disputaron 4 con 640 km, tras la suspensión de la tercera etapa, la reina de la edición, dado la tremenda nevada que impidió el paso de los corredores.
En esta edición participaron 3 equipos españoles (Kas, Teka y Novostil) y 2 equipos extranjeros (Frisol y Känel), con un total de 50 participantes de los que finalizaron 34 de ellos. 
El vencedor final fue nuevamente José Antonio González Linares, que logró el tercero de sus cuatro triunfos en la prueba a lo largo de su carrera.

## Etapas
| Etapa              | Fecha    | Recorrido                             | km  | Vencedor de la Etapa          | Líder de la general           |
| ------------------ | -------- | ------------------------------------- | --- | ----------------------------- | ----------------------------- |
| 1ª etapa (1º Sec.) | 28/03/77 | Fuenterrabía - Fuenterrabía           | 8   | Javier Elorriaga              | Javier Elorriaga              |
| 1ª etapa (2º Sec.) | 28/03/77 | Fuenterrabía - Alsasua                | 150 | José Antonio González Linares | José Antonio González Linares |
| 2ª etapa           | 29/03/77 | Alsasua - Arechavaleta                | 195 | Paul Wellens                  | José Antonio González Linares |
| 3ª etapa           | 30/03/77 | Salvatierra - Arechavaleta            | 154 | Suspendida                    | José Antonio González Linares |
| 4ª etapa           | 31/03/77 | Arechavaleta - Placencia de las Armas | 144 | Miguel Mari Lasa              | José Antonio González Linares |
| 5ª etapa (1º Sec.) | 01/04/77 | Placencia de las Armas - Durango      | 140 | Custodio Mazuela              | José Antonio González Linares |
| 5ª etapa (2º Sec.) | 01/04/77 | Durango - Goiuria                     | 3   | José Enrique Cima             | José Antonio González Linares |

## Clasificaciones
| \| 1. \| José Antonio González Linares \| KAS \| 17h 23' 32s \| \| 2. \| Paul Wellens \| FRI \| a 50s \| \| 3. \| Jean Pierre Baert \| FRI \| a 1' 24s \| \| 4. \| Rafael Ladrón de Guevara \| KAS \| a 3' 15s \| \| 5. \| Javier Elorriaga \| TEK \| a 3' 33s \| \| 6. \| Jordi Fortià \| NOV \| a 5' 23s \| \| 7. \| Antonio Menéndez \| KAS \| a 5' 37s \| \| 8. \| Custodio Mazuela \| NOV \| a 5' 40s \| \| 9. \| José Enrique Cima \| KAS \| a 5' 42s \| \| 10. \| Fedor Den Hertog \| FRI \| a 6' 04s \| |                               |     |             |
| 1. | José Antonio González Linares | KAS | 17h 23' 32s |
| 2. | Paul Wellens                  | FRI | a 50s       |
| 3. | Jean Pierre Baert             | FRI | a 1' 24s    |
| 4. | Rafael Ladrón de Guevara      | KAS | a 3' 15s    |
| 5. | Javier Elorriaga              | TEK | a 3' 33s    |
| 6. | Jordi Fortià                  | NOV | a 5' 23s    |
| 7. | Antonio Menéndez              | KAS | a 5' 37s    |
| 8. | Custodio Mazuela              | NOV | a 5' 40s    |
| 9. | José Enrique Cima             | KAS | a 5' 42s    |
| 10. | Fedor Den Hertog              | FRI | a 6' 04s    |

| \| 1. \| Miguel Mari Lasa \| TEK \| 21 puntos \| \| \| 2. \| José Antonio González Linares \| KAS \| 22 puntos \| \| \| 3. \| Javier Elorriaga \| TEK \| 24 puntos \| \| |                               |     |           |  |
| 1. | Miguel Mari Lasa              | TEK | 21 puntos |  |
| 2. | José Antonio González Linares | KAS | 22 puntos |  |
| 3. | Javier Elorriaga              | TEK | 24 puntos |  |

| \| 1. \| Miguel Mari Lasa \| TEK \| 32 puntos \| \| \| 2. \| José Manuel García \| NOV \| 31 puntos \| \| \| 3. \| Ismael Lejarreta \| KAS \| 29 puntos \| \| |                    |     |           |  |
| 1. | Miguel Mari Lasa   | TEK | 32 puntos |  |
| 2. | José Manuel García | NOV | 31 puntos |  |
| 3. | Ismael Lejarreta   | KAS | 29 puntos |  |

| \| 1. \| Rene Wuyckens \| FRI \| 12 puntos \| \| \| 2. \| Benny Schepmans \| FRI \| 6 puntos \| \| |                 |     |           |  |
| 1.                                                                                                 | Rene Wuyckens   | FRI | 12 puntos |  |
| 2.                                                                                                 | Benny Schepmans | FRI | 6 puntos  |  |

| \| 1. \| Kas \| 52h 14' 25s \| \| \| 2. \| Frisol \| a 07s \| \| \| 3. \| Novostil \| a 11' 42s \| \| \| 4. \| Teka \| a 18' 44s \| \| \| 5. \| Känel \| a 58' 45s \| \| |          |             |  |
| 1. | Kas      | 52h 14' 25s |  |
| 2. | Frisol   | a 07s       |  |
| 3. | Novostil | a 11' 42s   |  |
| 4. | Teka     | a 18' 44s   |  |
| 5. | Känel    | a 58' 45s   |  |